# Grégory Dufer
Grégory Dufer (Charleroi, 19 de diciembre de 1981) es un exfutbolista internacional belga.

## Clubes
| Club                  | País    | Año       | Partidos | Goles |
| --------------------- | ------- | --------- | -------- | ----- |
| Royal Charleroi       | Bélgica | 1999-2004 | 138      | 21    |
| SM Caen               | Francia | 2004-2005 | 21       | 1     |
| Brujas                | Bélgica | 2005-2006 | 21       | 2     |
| KSC Lokeren           | Bélgica | 2007      | 12       | 1     |
| Standard Lieja        | Bélgica | 2007-2010 | 22       | 1     |
| AFC Tubize (Préstamo) | Bélgica | 2008-2009 | 26       | 6     |
| Sint-Truidense        | Bélgica | 2011-2014 | 12       | 3     |

## Palmarés

### Campeonatos nacionales
| Título           | Club           | País    | Año  |
| ---------------- | -------------- | ------- | ---- |
| Primera División | Standard Lieja | Bélgica | 2008 |